# Balzholz
Balzholz ist ein Ortsteil der Gemeinde Beuren im Landkreis Esslingen in Baden-Württemberg.

## Geographie

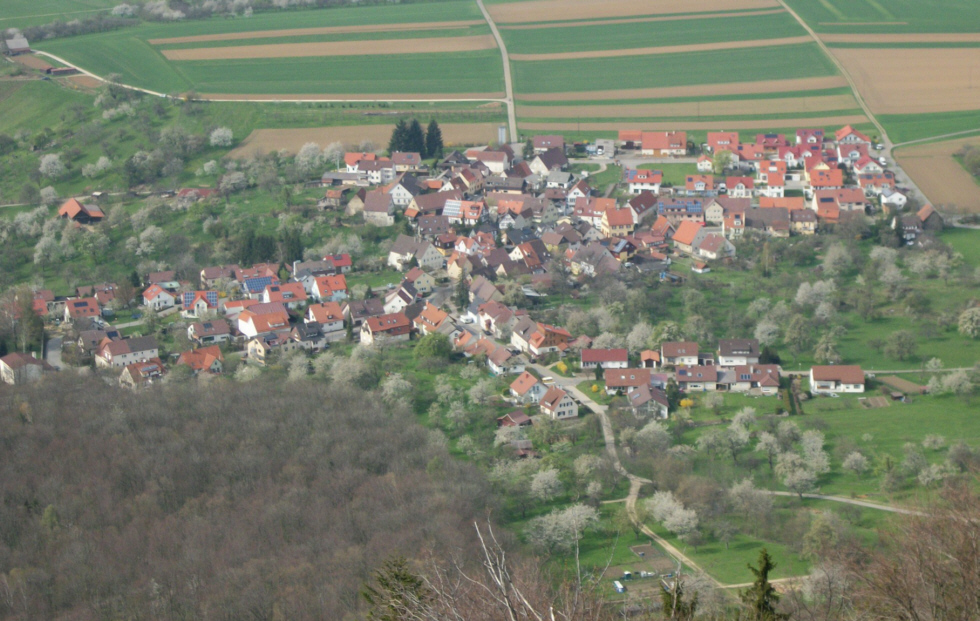
Balzholz vom Hohenneuffen aus

Balzholz liegt am Fuß der Burgruine Hohenneuffen, etwa einen Kilometer westlich von Beuren in Richtung Neuffen. Nachbarorte sind im Norden Linsenhofen (Gemeinde Frickenhausen), im Osten Beuren und im Süden und Westen Neuffen.

## Geschichte
Balzholz entstand als späte grundherrschaftliche Rodesiedlung im Mittelalter auf der Urmarkung des älteren Neuffen. Erstmals erwähnt wird der Ortsname in einer Urkunde aus Ehingen von 1298. mit dieser Urkunde werden Lehengüter an der Schmiech an das Kloster Salem verkauft. Ob es sich dabei allerdings um dieses Balzholz handelt, ist vom Inhalt der Urkunde her nicht feststellbar. 1400 wird der Ort selbst erstmals als wiler ze Balßholtz urkundlich erwähnt. Lange Zeit gehörte Balzholz noch ins Gericht nach Neuffen, als Bestandteil der Herrschaft Neuffen ging der Ort 1301 an Württemberg über und gehörte dann zum altwürttembergischen Amt Neuffen bis zu dessen Aufhebung im Jahr 1806. Auch kirchlich gehörte Balzholz, in dem nie eine eigene Kirche oder Kapelle stand, zur Stadt Neuffen. Erst 1521 wurde es nach Beuren umgepfarrt.
Der Dreißigjährige Krieg (1618–1648) machte sich erst nach der Nördlinger Schlacht 1634 im Steinachtal bemerkbar. Die berüchtigten Butlerschen Dragoner und Kroaten plünderten die Dörfer. Die Pest wütete, die Bevölkerung von Balzholz starb oder zog weg. Einige Jahre lag der Ort unbewohnt. Erst 1693 zählte der Ort wieder Hundert Einwohner.
1938 wurde Balzholz nach Beuren eingemeindet.

## Politik

### Wappen
Blasonierung: Auf goldenem Schild über grünem Boden einen aufgerichteten schwarzen Angelhaken zwischen grünen Buchenstauden. Das Wappen wurde 1930 angenommen. Es geht auf einen alten Siegelstock zurück, der eine Angel zeigte. Auf goldenem Schild über grünem Boden einen aufgerichteten schwarzen Angelhaken zwischen grünen Buchenstauden. Die Angel soll angeblich an die ehemals zum Schutz der Festung Hohenneuffen auf Balzholzer Markung ausgelegten Fußangeln erinnern.

### Bürgermeister
- 1792–1814 Johann Jacob Nething
- 1814–1828 Johann Jacob Blind
- 1829–1854 Carl Pfänder

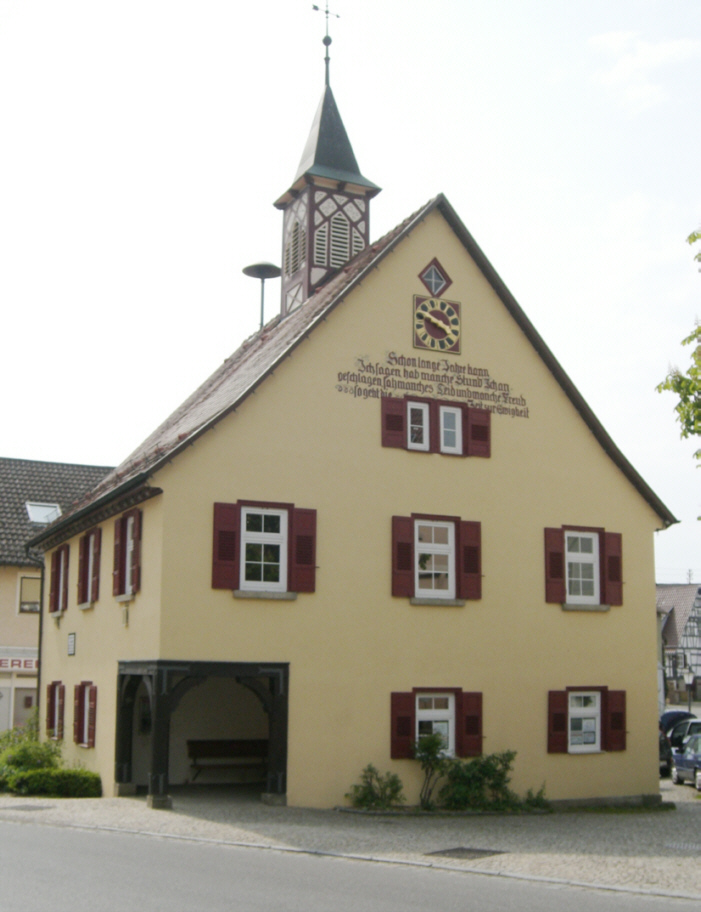
Ehemaliges Rathaus von Balzholz

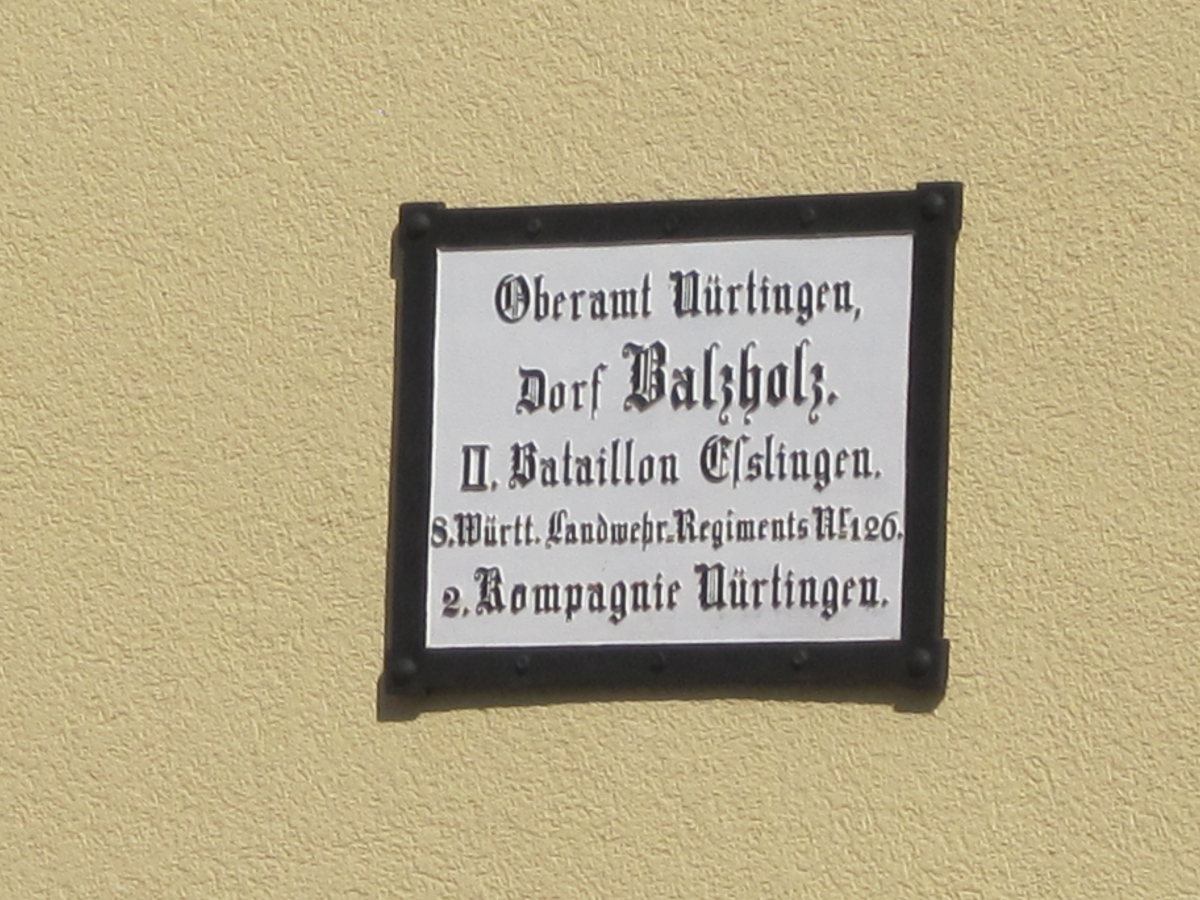
Regimentstafel am Balzholzer Rathaus

- 1854–1873 Johann Martin Schnerring
- 1873–1905 Johann Caspar Feller
- 1905–1919 Johannes Häußler
- 1919–1938 Johannes Blutbacher

### Einwohnerentwicklung
Bis zur Eingemeindung nach Beuren. Die Einwohnerzahlen sind dem Ortssippenbuch Beuren-Balzholz entnommen.
| Jahr | Einwohner |
| ---- | --------- |
| 1810 | 303       |
| 1835 | 393       |
| 1869 | 416       |
| 1901 | 337       |
| 1922 | 361       |
| 1936 | 332       |

## Öffentliche Einrichtungen
In Balzholz gibt es das ehemalige Rathaus, das allerdings keine öffentliche Nutzung mehr hat. Die ehemalige Kelter dient heute als Lager. 1984 wurde in einer Gemeinschaftsaktion der Balzholzer Einwohnerschaft ein neues Backhaus gebaut, in dem die Bevölkerung auf traditionelle Art Holzofenbrot herstellen kann.

## Verkehr
Durch Balzholz verläuft die Landesstraße L 1210 von Kohlberg nach Owen.

## Söhne und Töchter der Gemeinde
- Gottlob Espenlaub (1900–1972), Flieger und Flugzeugkonstrukteur